# 유엔 인권 이사회
유엔 인권 이사회(United Nations Human Rights Council, UNHRC)는 유엔 총회 보조 기관의 하나이다. 유엔 가입국의 인권상황을 정기적, 체계적으로 검토하고 국제 사회의 인권 상황을 개선하기 위해 철저하고, 조직적인 인권 침해를 해결하고자 만든 상설위원회이다. 본부는 스위스 제네바에 있으며 , 47 개국( 아프리카13, 아시아-태평양 13, 중남미 8, 동구 6, 서구 및 기타 7)  이 참가하였다. 회의를 할때는 3,6,9월 3~4주에 한다.  유엔 경제사회이사회의 기능위원회 중의 하나였던 유엔 인권위원회(United Nations Commission on Human Rights, UNCHR)를 개편하고 발전시켜 2006년 6월에 새롭게 설립되었다.

## 역사
2006년 3월 15일 총회에서 찬성 170, 반대 4 (미국, 마셜 제도, 팔라우, 이스라엘), 기권 3(벨라루스, 이란, 베네수엘라)의 압도적 지지로 《인권 이사회》 설립 결의안을 통과시켰다. 미국은 결의안에 규정된 것보다 강력한 조직으로 만들 것을 주장했지만, 관철하지 못했고 결의안 통과 후, 다른 회원국과 협력하여 이사회 증진에 포함될 것을 희망했다.
2006년 5월 9일 총회에서 총 191개 회원국의 무기명 투표에서 인권 이사회의 47개 이사국이 선출되었다. 《인권위원회》는 2006년 6월 16일까지 그 활동을 정리하고, 《인권이사회》로 그 기능이 넘어갔다. 2006년 6월 19일, 스위스 제네바에 있는 유엔 유럽 본부에서 첫 회의가 열렸다.
2022년 4월 8일 총회에서 7일(현지시간) 긴급 특별총회를 열어 우크라이나 침공 과정에서 부차 학살을 일으킨 러시아의 유엔 인권이사회 이사국 자격을 정지하는 결의안을 찬성 93표, 반대 24표, 기권 58표로 가결하여 러시아의 인권 이사회 자격이 박탈되었다.
2024년 10월 9일 이사국 선거에서 대한민국을 2025년~2027년 임기의 이사국으로 선출했다.

## 조직 체계
이전에 설치되었던 인권위원회는 매년 1회 6주간 스위스 제네바에서 열리는 임시 기관이었다. 이것에 대해서 인권 이사회는 연 3회(10주간 이상)의 정례 모임 외, 이사국 3분의 1의 요청에 의한 긴급 모임(특별 회기)도 열리는 상설 이사회이다. 또한 인권위원회가 《경제사회 이사회》의 하부에 위치하는 독립 기능 위원회였지만, 인권 이사회는 총회의 직접적인 하부 기구(보조 기구)로 승격했다.
《인권 위원회》는 53개국의 ‘위원’으로 구성되어 있었지만, 《인권 이사회》는 47개 이사국으로 구성되어 있다. 인권 이사회의 이사국은 지역마다 배분되어 아프리카에 13개국, 아시아에 13개국, 동유럽에 6개국, 남미·카리브해에 8개국, 서유럽과 그 외의 그룹에 7개국으로 배정되어 있다. 이사국은 총회의 비밀 투표로 전 가맹국의 절대 과반수(96표 이상)의 득표를 얻어야 하고, 의석수에 따라 상위의 득표를 얻은 나라가 선출된다. 임기는 3년으로 3선 연임은 불가능하다.
《인권 위원회》는 위원이 되는 나라의 자격을 특별히 정하지 않았다. 그 때문에 다르푸르 분쟁 와중에 열악한 인권 상황에 처해 있는 수단이 의장국이 되는 등 문제가 많았다. 《인권 이사회》에서는 우선 그 점을 수정하여 이사가 되는 나라는 〈최고 수준〉(the highest standards)의 인권 상황이 요구되도록 했다. 이사국에 심각하고, 조직적인 인권 침해가 있었을 경우, 총회에서 투표국의 3분의 2 이상의 찬성이 이루어지면 이사국 자격이 박탈된다.

### 이사국
| 임기            | 아프리카 지역                                | 아시아 태평양 지역                                 | 동유럽 지역                                      | 라틴 아메리카·카리브해 지역  | 서유럽·기타 지역                                                          |
| --------------- | -------------------------------------------- | -------------------------------------------------- | ------------------------------------------------ | ---------------------------- | ------------------------------------------------------------------------- |
| 2006년 ~ 2007년 | 알제리 모로코 남아프리카 공화국 튀니지       | 바레인 인도 인도네시아 필리핀                      | 폴란드 체코                                      | 아르헨티나 에콰도르          | 핀란드 네덜란드                                                           |
| 2006년 ~ 2008년 | 가봉 가나 말리 잠비아                        | 일본 파키스탄 스리랑카 대한민국                    | 루마니아 우크라이나                              | 브라질 과테말라 페루         | 프랑스 영국                                                               |
| 2006년 ~ 2009년 | 지부티 카메룬 모리셔스 나이지리아 세네갈     | 방글라데시 중국 요르단 말레이시아 사우디아라비아   | 아제르바이잔 러시아                              | 쿠바 멕시코 우루과이         | 독일 캐나다 스위스                                                        |
| 2008년 ~ 2010년 | 이집트 앙골라 마다가스카르 남아프리카 공화국 | 인도 인도네시아 카타르 필리핀                      | 보스니아 헤르체고비나 슬로베니아                 | 볼리비아 니카라과            | 네덜란드 이탈리아                                                         |
| 2009년 ~ 2011년 | 부르키나파소 가봉 가나 잠비아                | 바레인 일본 파키스탄 대한민국                      | 슬로바키아 우크라이나                            | 아르헨티나 브라질 칠레       | 프랑스 영국                                                               |
| 2010년 ~ 2012년 | 지부티 카메룬 모리셔스 나이지리아 세네갈     | 방글라데시 중국 요르단 키르기스스탄 사우디아라비아 | 러시아 헝가리                                    | 쿠바 멕시코 우루과이         | 벨기에 노르웨이 미국                                                      |
| 2011년 ~ 2013년 | 앙골라 리비아 모리타니 우간다                | 카타르 말레이시아 몰디브 태국                      | 몰도바 폴란드                                    | 에콰도르 과테말라            | 스위스 스페인                                                             |
| 2012년 ~ 2014년 | 베냉 보츠와나 부르키나파소 콩고 공화국       | 인도 인도네시아 쿠웨이트 필리핀                    | 루마니아 체코                                    | 칠레 코스타리카 페루         | 이탈리아 오스트리아                                                       |
| 2013년 ~ 2015년 | 에티오피아 코트디부아르 가봉 케냐 시에라리온 | 일본 카자흐스탄 파키스탄 대한민국 아랍에미리트     | 에스토니아 몬테네그로                            | 아르헨티나 브라질 베네수엘라 | 독일 아일랜드 미국                                                        |
| 2014년 ~ 2016년 | 알제리 모로코 나미비아 남아프리카 공화국     | 중국 몰디브 사우디아라비아 베트남                  | 마케도니아 공화국 러시아                         | 쿠바 멕시코                  | 프랑스 영국                                                               |
| 2015년 ~ 2017년 | 보츠와나 콩고 공화국 가나 나이지리아         | 방글라데시 인도 인도네시아 카타르                  | 알바니아 라트비아                                | 볼리비아 엘살바도르 파라과이 | 네덜란드 포르투갈                                                         |
| 2016년 ~ 2018년 | 부룬디 코트디부아르 에티오피아 케냐 토고     | 대한민국 키르기스스탄 몽골 필리핀 아랍에미리트     | 조지아 슬로베니아                                | 에콰도르 파나마 베네수엘라   | 벨기에 독일 스위스                                                        |
| 2017년 ~ 2019년 | 이집트 르완다 튀니지 남아프리카 공화국       | 중국 이라크 일본 사우디아라비아                    | 크로아티아 헝가리                                | 브라질 쿠바                  | 영국 미국 (2017년 1월 ~ 2018년 6월) 아이슬란드 (2018년 7월 ~ 2019년 12월) |
| 2018년 ~ 2020년 | 앙골라 콩고 민주 공화국 나이지리아 세네갈    | 아프가니스탄 네팔 카타르 파키스탄                  | 슬로바키아 우크라이나                            | 칠레 멕시코 페루             | 오스트레일리아 스페인                                                     |
| 2019년 ~ 2021년 | 부르키나파소 카메룬 에리트레아 소말리아 토고 | 바레인 방글라데시 피지 인도 필리핀                 | 불가리아 체코                                    | 아르헨티나 바하마 우루과이   | 오스트리아 덴마크 이탈리아                                                |
| 2020년 ~ 2022년 | 리비아 모리타니 수단 나미비아                | 인도네시아 일본 마셜 제도 대한민국                 | 아르메니아 폴란드                                | 브라질 베네수엘라            | 독일 네덜란드                                                             |
| 2021년 ~ 2023년 | 코트디부아르 가봉 말라위 세네갈              | 중국 네팔 파키스탄 우즈베키스탄                    | 러시아 (2022년 4월 7일에 축출됨) 우크라이나 체코 | 볼리비아 쿠바 멕시코         | 프랑스 영국                                                               |
| 2022년 ~ 2024년 | 베냉 카메룬 에리트레아 감비아 소말리아       | 인도 카자흐스탄 말레이시아 카타르 아랍에미리트     | 리투아니아 몬테네그로                            | 아르헨티나 온두라스 파라과이 | 핀란드 룩셈부르크 미국                                                    |
| 2023년 ~ 2025년 | 알제리 모로코 남아프리카 공화국 수단         | 방글라데시 키르기스스탄 몰디브 베트남              | 조지아 루마니아                                  | 칠레 코스타리카              | 벨기에 독일                                                               |
| 2024년 ~ 2026년 | 부룬디 코트디부아르 가나 말라위              | 중국 인도네시아 일본 쿠웨이트                      | 알바니아 불가리아                                | 브라질 쿠바 도미니카 공화국  | 프랑스 네덜란드                                                           |
| 2025년 ~ 2027년 | 베냉 콩고 민주 공화국 에티오피아 감비아 케냐 | 마셜 제도 카타르 대한민국 태국                     | 체코 북마케도니아                                | 볼리비아 콜롬비아 멕시코     | 키프로스 아이슬란드 스페인 스위스                                         |

### 역대 의장
| 대수 | 이름                                                              | 국적       | 임기                               |
| ---- | ----------------------------------------------------------------- | ---------- | ---------------------------------- |
| 1    | 루이스 알폰소 데 알바 (Luis Alfonso de Alba)                      | 멕시코     | 2006년 6월 19일 ~ 2007년 6월 18일  |
| 2    | 도루 로물루스 코스테아 (Doru Romulus Costea)                      | 루마니아   | 2007년 6월 19일 - 2008년 6월 18일  |
| 3    | 마틴 이호에기안 우호모이비 (Martin Ihoeghian Uhomoibhi)           | 나이지리아 | 2008년 6월 19일 ~ 2009년 6월 18일  |
| 4    | 알렉스 판 메이우언 (Alex Van Meeuwen)                             | 벨기에     | 2009년 6월 19일 ~ 2010년 6월 18일  |
| 5    | 시하삭 푸앙껫께오 (Sihasak Phuangketkeow)                         | 태국       | 2010년 6월 19일 ~ 2011년 6월 18일  |
| 6    | 라우라 두푸이 라세레 (Laura Dupuy Lasserre)                       | 우루과이   | 2011년 6월 19일 – 2012년 12월 31일 |
| 7    | 레미기우시 헨첼 (Remigiusz Henczel)                               | 폴란드     | 2013년 1월 1일 ~ 2013년 12월 31일  |
| 8    | 보들레르 은동 엘라 (Baudelaire Ndong Ella)                        | 가봉       | 2014년 1월 1일 ~ 2014년 12월 31일  |
| 9    | 요아힘 뤼커 (Joachim Rücker)                                      | 독일       | 2015년 1월 1일 ~ 2015년 12월 31일  |
| 10   | 최경림 (Choi Kyong-lim)                                           | 대한민국   | 2016년 1월 1일 ~ 2016년 12월 31일  |
| 11   | 호아킨 알렉산데르 마사 마르텔리 (Joaquín Alexander Maza Martelli) | 엘살바도르 | 2017년 1월 1일 ~ 2017년 12월 31일  |
| 12   | 보이슬라브 슈츠 (Vojislav Šuc)                                    | 슬로베니아 | 2018년 1월 1일 ~ 2018년 12월 31일  |
| 13   | 콜리 세크 (Coly Seck)                                             | 세네갈     | 2019년 1월 1일 ~ 2019년 12월 31일  |
| 14   | 엘리자베트 티히피슬베르거 (Elisabeth Tichy-Fisslberger)           | 오스트리아 | 2020년 1월 1일 ~ 2020년 12월 31일  |
| 15   | 나자하트 샤민 칸 (Nazahat Shameen Khan)                           | 피지       | 2021년 1월 1일 ~ 2021년 12월 31일  |
| 16   | 페데리코 비예가스 (Federico Villegas)                             | 아르헨티나 | 2022년 1월 1일 ~ 2022년 12월 31일  |
| 17   | 바츨라프 발레크 (Václav Bálek)                                    | 체코       | 2023년 1월 1일 ~ 현재              |

## 활동 내역
2006년 6월 19일, 유엔 인권 이사회의 첫 회의가 제네바에 있는 유엔 유럽 본부에서 개막했다. 코피 아난 사무총장은 연설에서 "인권 분야에서의 유엔의 활동에 새로운 시대가 열렸다"고 선언했다. 또한 사무총장은 "설립 5년의 검토 기간 동안 주요 기관으로 격상되는 만큼 성과를 보여 달라"고 연설했다.
유엔 인권 이사회는 2008년 5월 14일, 《일본의 인권 상황에 관한 보고서》에서, 《위안부(일본군 성노예) 문제》에 대한 완전한 해결책을 일본 정부에 요구했다. 2009년 3월에는 기후 변화와 인권에 관한 결의안을 채택했다.
2010년 5월 17일 대한민국의 인권을 조사하기 위해 5월 6일 내한한 《의사 표현의 자유 특별 보고관》 프랑크 라 뤼는 “대한민국은 1987년 이래 빛나는 인권 신장을 이룩했는데 지난 2년 사이에 인권, 특히 의사 표현의 자유가 위축됐다”고 발표했다. 그는 8개 분야에 걸친 ‘표현의 자유 후퇴’ 상황을 유엔 인권 이사회에 보고할 예정"이라고 밝혔다. 당시 《국가정보원》에서 그를 감시한 정황이 드러났다.
유엔 인권 이사회는 2011년 6월 17일에 열린 회의에서 성적 지향과 성정체성에 관한 선언을 채택하는 한편 유엔 인권 고등판무관 사무소에 전 세계의 성적 지향과 성정체성에 관한 인권 유린 상황을 조사할 것을 요구하는 내용의 결의안을 채택했다. 2011년 12월 2일에 열린 특별 회의에서는 시리아의 바샤르 알아사드 정권의 반정부 시위 탄압을 비난하는 결의안을 채택하는 한편 시리아의 인권 상황을 지속적으로 감시하는 특별 위원회를 설치하는 내용의 결의안을 채택했다. 유엔 인권이사회는 2013년 3월 21일에 열린 회의에서 조선민주주의인민공화국의 인권 상황을 조사하는 위원회를 설치하는 내용의 결의안을 채택했다.
유엔 인권 이사회는 2014년 7월 23일에 이스라엘의 가자 지구 침공을 비난하는 결의안을 채택했다. 미국은 해당 결의안의 채택에 반대를 표명했으며 이스라엘은 형평성이 결여된 결의안 채택을 강하게 비난했다. 유럽 연합 회원국들과 일본은 결의안 채택에 기권 의사를 표명했다. 2015년 6월에는 에리트레아 정부의 광범위한 인권 침해 상황에 관한 보고서를 공개했다.
2018년 6월 19일에는 도널드 트럼프 미국 대통령, 마이크 폼페오 미국 국무부 장관, 니키 헤일리 유엔 주재 미국 대사가 미국이 유엔 인권 이사회에서 탈퇴한다고 선언했다. 이들은 유엔 인권 이사회가 위선적, 이기적인 조직이 되었고 이스라엘에 적대적인 관점을 갖고 있다고 비판했다. 2021년 2월 8일, 조 바이든 대통령이 재참여를 선언하였다.
2019년 7월에는 유엔 주재 일본, 오스트레일리아, 프랑스, 독일, 영국, 캐나다 대사가 유엔 인권 이사회에 중국이 신장 위구르 자치구에 설치한 위구르족 재교육 시설을 규탄하는 내용의 공동 서한을 유엔 인권 이사회에 제출했다. 유엔 주재 러시아, 나이지리아, 사우디아라비아, 이집트, 카타르, 필리핀, 아랍에미리트, 알제리 대사는 이에 맞대응하기 위한 차원에서 신장 위구르 자치구에 대한 중국의 입장을 지지하는 내용의 공동 서한을 유엔 인권 이사회에 제출했다.

## 같이 보기
- 세계 인권 선언
- 국제 인권 규약
- 유엔 인권 고등 판무관 사무소
- 진실 화해 위원회

## 참고 문헌
- 조시현, 유엔 인권 이사회의 특별 절차 활용의 의미